# Sportpersoonlijkheid van het jaar
De Sportpersoonlijkheid van het jaar was een trofee die jaarlijks in januari werd toegekend aan de grootste Belgische persoonlijkheid van het afgelopen jaar in de sportwereld. Voor deze onderscheiding kwamen niet alleen sportbeoefenaars in aanmerking maar ook trainers, coaches, organisatoren van sportevenementen et cetera. Bij de toekenning werd niet enkel gekeken naar de prestaties, maar ook naar andere aspecten van de persoonlijkheid zoals intelligentie, sportiviteit, doorzettingsvermogen, charisma... Men kon de prijs ook maar 1 maal winnen.
De prijs werd in 1998 in het leven geroepen door de krant Het Nieuwsblad in samenwerking met de Vlaamse openbare televisie VRT die de uitreiking rechtstreeks in beeld bracht. De kijkers konden dan tijdens de uitzending hun stem uitbrengen door middel van televoting. De winnaar ontving als trofee een bronzen beeldje, de Victor. De stemming werd voor het laatst in 2007 gehouden. In 2008 werd de prijs zonder stemming toegekend aan Tia Hellebaut.

## Overzicht van de winnaars
| Jaar | Winnaar/winnares  | Discipline/functie |
| ---- | ----------------- | ------------------ |
| 1998 | Dominique Monami  | tennis             |
| 1999 | Luc Van Lierde    | triatlon           |
| 2000 | Gella Vandecaveye | judo               |
| 2001 | Jacques Rogge     | IOC-voorzitter     |
| 2002 | Marc Herremans    | triatlon           |
| 2003 | Kim Clijsters     | tennis             |
| 2004 | Kim Gevaert       | atletiek           |
| 2005 | Tom Boonen        | wielrennen         |
| 2006 | Sven Nys          | veldrijden         |
| 2007 | Justine Henin     | tennis             |
| 2008 | Tia Hellebaut     | atletiek           |